# Ригген, Ханна
Ханна Ригген (швед. Hannah Ryggen, урождённая Йонссон; 1894—1970) — норвежская художница по текстилю шведского происхождения.

## Биография
Родилась 21 марта 1894 года в Мальмё и была одной из троих детей бывшего моряка Гуннара Йонссона и его жены Карны Йонссон.
Ещё в детстве Ханна показала первые признаки художественных способностей, но выбрала более финансово обеспеченную работу в качестве учителя, проработав в  школах Лунда и Мальмё до того, как ей исполнилось тридцать лет. В этот период она брала частные уроки рисунка и живописи, в том числе в течение шести лет у датского художника Фредрика Кребса в Лунде, приезжая туда из Мальмё. За это время она несколько раз выставлялась и продала несколько своих работ, подружившись на всю жизнь с бездетной парой Кребс.
Летом 1922 года Ханна получила стипендию, чего ей хватило на поездку в Европу, чтобы познакомиться с искусством за пределами Швеции. В Дрездене она познакомилась с норвежским художником Хансом Риггеном из Эрланна. Летом 1923 года она приезжала к нему в Норвегию, а в сентябре этого же года они поженились. В 1924 году она бросила преподавательскую работу и уехала на ферму Риггена. Не смотря на то, что электричество и вода в их доме появились только в 1944 году, их семья, где росла дочь Мона, не считала себя изолированной от внешнего мира, они были вовлечены в современное искусство и общественную жизнь. Ханна получала скандинавские феминистские газеты и журналы левого толка, была активна в Коммунистической партии Норвегии и участвовала в международном рабочем движении. Также она самостоятельно обучилась работе на ткацком станке, созданном её мужем, став известным художником по текстилю, выставлявшемся в Норвегии и за рубежом. В 1937 году она участвовала во Всемирной выставке в Париже, а два года спустя — во Всемирной выставке в Нью-Йорке. Окончательный прорыв и признание Ханны Ригген произошли на выставке в галерее Kunstnerforbunde в Осло в январе-феврале 1939 года, когда она выставлялась вместе с Гудрун Анкер и Синнёв Аурдал.

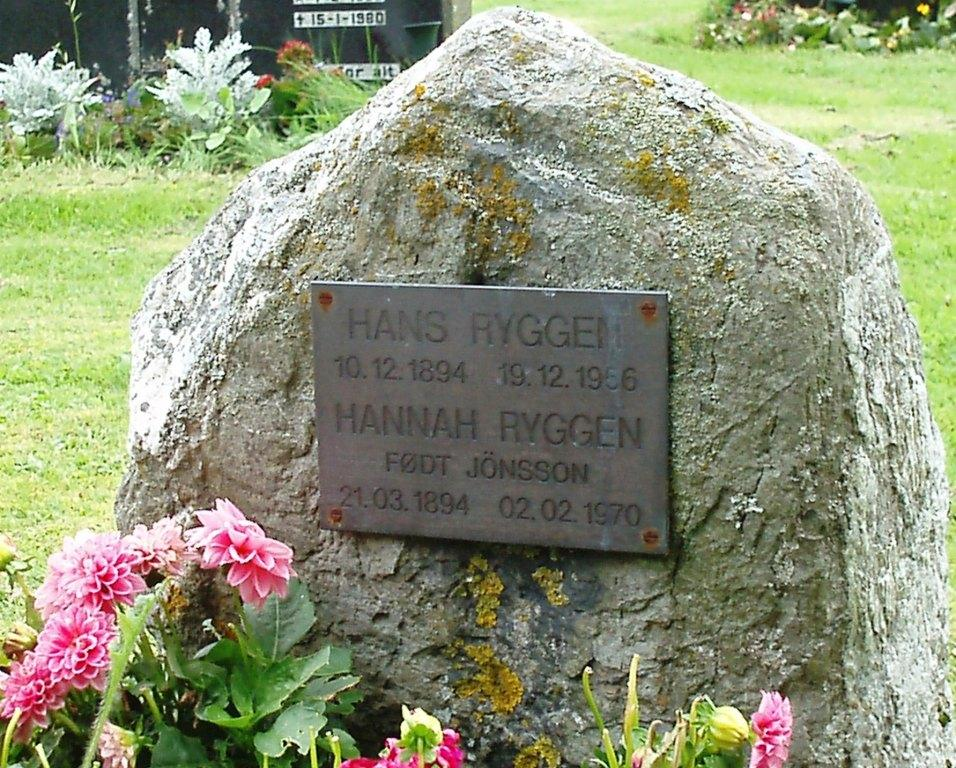
Могила Ханны и Ханса Ригген

В годы Второй мировой войны муж Ханны участвовал в работе сопротивления, был арестован в мае 1944 года, находился в лагерях для военнопленных и вернулся домой в мае 1945 года. Семья переехала в Тронхейм, где Ханс Ригген умер в декабре 1956 года. Ханна продолжила работу с текстилем, завела собственную студию и активно занималась творчеством, получая зарплату как художник. В 1962 году она экспонировалась на выставке в Музее современного искусства в Стокгольме и была избрана членом Шведской королевской академии изящных искусств. В 1964 году её искусство было представлено на Венецианской биеннале, и она была первым художником по текстилю, выбранным для ежегодной осенней выставки Høstutstillingen в Осло.
В последние годы жизни у Ханны было слабое здоровье, она некоторое время жила в Осло, но затем переехала в Тронхейм где работала в студии
на чердаке школы при соборе Тронхейма. На Рождество 1969 года она серьёзно заболела во время визита к своей дочери Моне в Швецию.
Умерла 2 февраля 1970 года в Тронхейме в больнице Святого Олафа. Была похоронена рядом с мужем на кладбище Эрланна.

## Заслуги и наследие
- Ханна Риген была награждена норвежским орденом Святого Олафа и шведской медалью Принца Евгения.
- Работы художницы представлены в ряде музеев Норвегии и Швеции, включая Национальный музей Швеции в Стокгольме.
- В 1994 году в гавани норвежского Брекстада был установлен памятник Ханне и Хансу Ригген, созданный скульптором Астрид Дальсвин[норв.] — семья расположена в лодке, сюжет заимствован из плетения Ханны Ригген 6 октября 1942 года.
- В 1996 году режиссёр Марит Бернтцен (Marit Berntzen) завершила работу над документальным фильмом «Mennesket i veven» о жизни и творчестве Ханны Ригген[6].